# Acta das Escolas Públicas de 1868
A Acta das Escolas Públicas de 1868 foi promulgada pelo Parlamento Britânico para reformar e regular sete principais internatos de rapazes ingleses, a maioria dos quais havia originado nas antigas escolas de caridade para a educação de académicos pobres, mas já então, como hoje, também educando muitos filhos das classes alta e média-alta inglesas, mediante o pagamento de taxas. O preâmbulo descreve "uma lei assegurar mais provisões para o bom governo e extensão de certas escolas públicas na Inglaterra". O conceito de escola pública é, portanto, anterior à presente lei.
- Charterhouse School
- Eton College
- Harrow School
- Escola de Rugby
- Shrewsbury School
- Westminster School
- Winchester College

Em 1887, o Tribunal Divisional e o Tribunal de Recurso determinaram que a Escola da Cidade de Londres era uma escola pública.